# Kypello Ellados 1992-1993
La Coppa di Grecia 1992-1993 è stata la 51ª edizione del torneo. La competizione è terminata il 12 maggio 1993. Il Panathīnaïkos ha vinto il trofeo per la tredicesima volta, battendo in finale l'Olympiacos.

## Fase a gruppi

### Gruppo 1
| Squadre               | Punti |
| --------------------- | ----- |
| Ethnikos Pireo        | 6     |
| Panīleiakos           | 5     |
| Arīs Salonicco        | 5     |
| PAS Giannina          | 4     |
| Charafgiakos Iliopoli | 0     |

### Gruppo 2
| Squadre          | Punti |
| ---------------- | ----- |
| Panachaïkī       | 7     |
| Olympiakos Volos | 7     |
| Rethymniakos     | 3     |
| Lilas Vasilikou  | 2     |
| Pontii Kozani    | 1     |

### Gruppo 3
| Squadre           | Punti |
| ----------------- | ----- |
| Olympiacos        | 8     |
| Atromītos         | 6     |
| Chalkidona        | 4     |
| Eolikos Mytilenes | 1     |
| Anagennisi Arta   | 1     |

### Gruppo 4
| Squadre             | Punti |
| ------------------- | ----- |
| Larissa             | 7     |
| Anagennīsī Karditsa | 6     |
| Diagoras            | 3     |
| Doxa Vyrona         | 3     |
| Kallithea           | 2     |

### Gruppo 5
| Squadre      | Punti |
| ------------ | ----- |
| OFI Creta    | 8     |
| Pontii Veria | 6     |
| Levadeiakos  | 2     |
| Egaleo       | 2     |
| Kerkyra      | 2     |

### Gruppo 6
| Squadre              | Punti |
| -------------------- | ----- |
| Edessaïkos           | 6     |
| Irodotos             | 4     |
| Anagennīsī Giannitsa | 4     |
| Pannafpliakos        | 4     |
| Anagennisi Kolindros | 2     |

### Gruppo 7
| Squadre         | Punti |
| --------------- | ----- |
| Panathīnaïkos   | 6     |
| Kalamata        | 5     |
| Trikala         | 4     |
| Panelefsiniakos | 3     |
| Kastoria        | 2     |

### Gruppo 8
| Squadre             | Punti |
| ------------------- | ----- |
| Asteras Ambelokipon | 6     |
| Īraklīs             | 5     |
| Kavala              | 5     |
| Panaitōlikos        | 2     |
| Rodos               | 2     |

### Gruppo 9
| Squadre            | Punti |
| ------------------ | ----- |
| Doxa Dramas        | 5     |
| Apollōn Kalamarias | 4     |
| Ethnikos Asteras   | 2     |
| Poseidon Heraklion | 1     |

### Gruppo 10
| Squadre      | Punti |
| ------------ | ----- |
| PAOK         | 5     |
| Proodeftikī  | 5     |
| Eordaikos    | 2     |
| Pandramaïkos | 0     |

### Gruppo 11
| Squadre         | Punti |
| --------------- | ----- |
| Naoussa         | 5     |
| Korinthos       | 3     |
| Apollon Larissa | 2     |
| GAS Veria       | 2     |

### Gruppo 12
| Squadre      | Punti |
| ------------ | ----- |
| Ionikos      | 5     |
| Panserraïkos | 3     |
| Kilkisiakos  | 2     |
| Fōkikos      | 2     |

### Gruppo 13
| Squadre           | Punti |
| ----------------- | ----- |
| Makedonikos       | 6     |
| Skoda Xanthi      | 4     |
| Odysseas Kordelio | 2     |
| Chaïdari          | 0     |

### Gruppo 14
| Squadre      | Punti |
| ------------ | ----- |
| Pierikos     | 6     |
| Paniōnios    | 4     |
| Nigrita      | 2     |
| Panarkadikos | 0     |

### Gruppo 15
| Squadre             | Punti |
| ------------------- | ----- |
| AEK Atene           | 5     |
| Apollōn Smyrnīs     | 3     |
| Panargeiakos        | 3     |
| Poseidon Michaniona | 1     |

### Gruppo 16
| Squadre                  | Punti |
| ------------------------ | ----- |
| Athīnaïkos               | 4     |
| Īlisiakos                | 3     |
| Sparta                   | 3     |
| Ethnikos Alexandroupolis | 2     |

## Sedicesimi di finale
| Squadra 1           | Totale      | Squadra 2          | Andata | Ritorno     |
| ------------------- | ----------- | ------------------ | ------ | ----------- |
| Īraklīs             | 3 - 0       | Makedonikos        | 2 – 0  | 1 - 0       |
| Pierikos            | 2 - 5       | Olympiacos         | 2 – 2  | 0 - 3       |
| Panīleiakos         | 2 - 8       | Panathīnaïkos      | 1 – 2  | 1 - 6       |
| Korinthos           | 0 - 3       | Apollōn Smyrnīs    | 0 – 3  | 0 - 0       |
| Anagennīsī Karditsa | 2 - 4       | Atromītos          | 2 – 0  | 0 - 4 (dts) |
| AEK Atene           | 4 - 0       | Ionikos            | 1 – 0  | 3 - 0       |
| Irodotos            | 0 - 2       | Paniōnios          | 0 – 0  | 0 - 2       |
| Ethnikos Pireo      | 3 - 1       | Naoussa            | 2 – 1  | 1 - 0       |
| Panachaïkī          | 2 - 1       | Pontii Veria       | 1 – 0  | 1 - 1       |
| Edessaïkos          | 1 - 2       | Kalamata           | 1 – 1  | 0 - 1       |
| Panserraïkos        | 2 - 4       | Apollōn Kalamarias | 1 – 0  | 1 - 4       |
| Athīnaïkos          | 2 - 2 (gfc) | Proodeftikī        | 1 – 0  | 1 - 2       |
| Īlisiakos           | 2 - 6       | Olympiakos Volos   | 2 – 3  | 0 - 3       |
| Larissa             | 2 - 0       | Skoda Xanthi       | 2 – 0  | 0 - 0       |
| Asteras Ampelokipon | 0 - 5       | OFI Creta          | 0 – 3  | 0 - 2       |
| PAOK                | 4 - 4 (gfc) | Doxa Dramas        | 3 – 3  | 1 - 1       |

## Ottavi di finale
| Squadra 1          | Totale | Squadra 2        | Andata | Ritorno           |
| ------------------ | ------ | ---------------- | ------ | ----------------- |
| Panachaïkī         | 3 - 1  | Ethnikos Pireo   | 3 – 1  | 0 - 0             |
| Doxa Dramas        | 4 - 3  | Kalamata         | 2 – 1  | 2 - 2 (dts)       |
| Olympiacos         | 3 - 1  | Olympiakos Volos | 1 – 0  | 2 - 1             |
| Īraklīs            | 0 - 3  | Panathīnaïkos    | 0 – 2  | 0 - 1             |
| Atromītos          | 2 - 3  | AEK Atene        | 1 – 1  | 1 - 2 (dts)       |
| Apollōn Smyrnīs    | 2 - 1  | Athīnaïkos       | 2 – 0  | 0 - 1             |
| Larissa            | 2 - 2  | Paniōnios        | 2 – 0  | 0 - 2 (6 – 5 dtr) |
| Apollōn Kalamarias | 1 - 4  | OFI Creta        | 1 – 1  | 0 - 3             |

## Quarti di finale
| Squadra 1     | Totale | Squadra 2       | Andata | Ritorno     |
| ------------- | ------ | --------------- | ------ | ----------- |
| Panathīnaïkos | 7 - 3  | OFI Creta       | 5 – 2  | 2 - 1       |
| Larissa       | 2 - 3  | AEK Atene       | 1 – 0  | 1 - 3 (dts) |
| Panachaïkī    | 3 - 4  | Apollōn Smyrnīs | 2 – 0  | 1 - 4       |
| Olympiacos    | 3 - 0  | Doxa Dramas     | 3 – 0  | 0 - 0       |

## Semifinali
| Squadra 1       | Totale      | Squadra 2     | Andata | Ritorno |
| --------------- | ----------- | ------------- | ------ | ------- |
| Olympiacos      | 3 - 3 (gfc) | AEK Atene     | 1 – 0  | 2 - 3   |
| Apollōn Smyrnīs | 2 - 5       | Panathīnaïkos | 1 – 4  | 1 - 1   |

## Finale
| Arbitro: | Giorgos Mpikas (Calcidica) |

|              |           |  |
| Warzycha 13’ | Marcatori |  |